# Tsultrim Gyatso
Tsultrim Gyatso (1816 – 30 settembre 1837) è stato il decimo Dalai Lama del Tibet.

## Biografia
Tsultrim Gyatso nacque nel 1816, in una modesta famiglia di Chamdo, nel Tibet orientale.
In quel tempo il Tibet viveva un periodo politico e sociale particolarmente opaco, nel contesto di un governo debole e corrotto e di numerose potenze straniere nei dintorni che cercavano di insidiarsi nel regno delle montagne, ma il VII Panchen Lama, Palden Tenpai Nyima, volendo trovare una soluzione scese in campo e si servì per la prima volta dell'Urna d'Oro, un antico manufatto a cui venivano riconosciuti immensi poteri, per identificare il nuovo Dalai Lama. Essa fornì molti segnali grazie ai quali, nel 1820, permise ai Lama di trovare la reincarnazione del Buddha della Compassione nel bambino di Chamdo, che venne intronizzato nel Potala nel 1822, sebbene la famiglia d'origine rimanesse senza eredi. Dato il grande potere appena dimostrato, l'Urna d'Oro fu consultata più volte in futuro per l'identificazione dei nuovi Dalai Lama.
Divenuto monaco, ebbe il principale precettore nel VII Panchen Lama. Nel 1826, entrò nel Monastero di Drepung, dove imparò perfettamente i Sutra e il Tantrismo, e fu avviato ai principali testi del Buddhismo tibetano che studiò costantemente per tutta la vita.
Nel 1831, appena investito completamente della carica dal Panchen Lama suo precettore, ristrutturò il Palazzo del Potala e, all'età di diciannove anni ricevette la piena ordinazione del Gelong, sempre dal Grande Erudito.
Morì il 30 settembre 1837.

| Controllo di autorità | VIAF (EN) 284747514 · ISNI (EN) 0000 0003 9103 1269 · CERL cnp00568630 · LCCN (EN) no2017013130 · GND (DE) 122235762 |